# Олерон

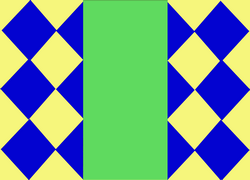
Прапор острова

Олеро́н (фр. Île d'Oléron) — острів у Біскайській затоці Атлантичного океану, що належить Франції. Знаходиться біля західного узбережжя Франції на південь від Ла-Рошелі і на північ від естуарію Жиронди.

## Географія
Острів простягся з північного заходу на південний схід приблизно на 30 км і має середню ширину 6 км. Площа становить приблизно 175 км ², якщо не враховувати заморські території, то це другий за величиною острів Франції (після Корсики). Спільно з островом Ре відділяє затоку Антіош, в якій розташовані острів Іль-д'Екс та кілька фортів.
Населення острова налічує близько 21 242 осіб (за переписом 2007 р). Острів сполучений з материком мостом завдовжки 2862 м, будівництво якого завершилося 19 березня 1966 року.

## Адміністративний поділ
Острів входить до департаменту Приморська Шаранта, до складу округу Рошфор та розділений на два кантони: Ле-Шато-д'Олерон (південна частина) та Сен-П'єр-д'Олерон (північна частина).

### Комуни
Ле-Шато-д'Олерон:
- Долю-д'Олерон — населення 3145 осіб
- Ле-Шато-д'Олерон — населення 3884 осіб
- Ле-Гран-Віллаж-Плаж — населення 970 осіб
- Сен-Трожан-ле-Бен — населення 1486 осіб

Сен-П'єр-д'Олерон:
- Ла-Бре-ле-Бен — населення 742 осіб
- Сен-Дені-д'Олерон — населення 1172 осіб
- Сен-Жорж-д'Олерон — населення 3415 осіб
- Сен-П'єрр-д'Олерон — населення 6177 осіб

## Історія
За часів римського панування острів був відомий під назвою Уларіус (Ularius). За свідченням Плінія Старшого острів вже тоді був літнім курортом. У Середньовіччі за цей острів, як і за інші острови Атлантичного узбережжя, точилися суперечки між Англією і Францією. Подвійна — французька й англійська — королева Елеонора Аквітанська, що своїм шлюбом з англійським королем спровокувала Столітню війну, провела на острові Олерон 16 років. Вона була ув'язнення власним чоловіком королем Англії Генріхом II за підтримку своїх старших синів у боротьбі проти нього. У цей час тут було створено знаменитий кодекс морського права «Rôles d'Oléron», названий на честь острова. У XVI столітті острів заселяли переважно гугеноти. 1623 року Людовик XIII взяв острів під свій контроль.

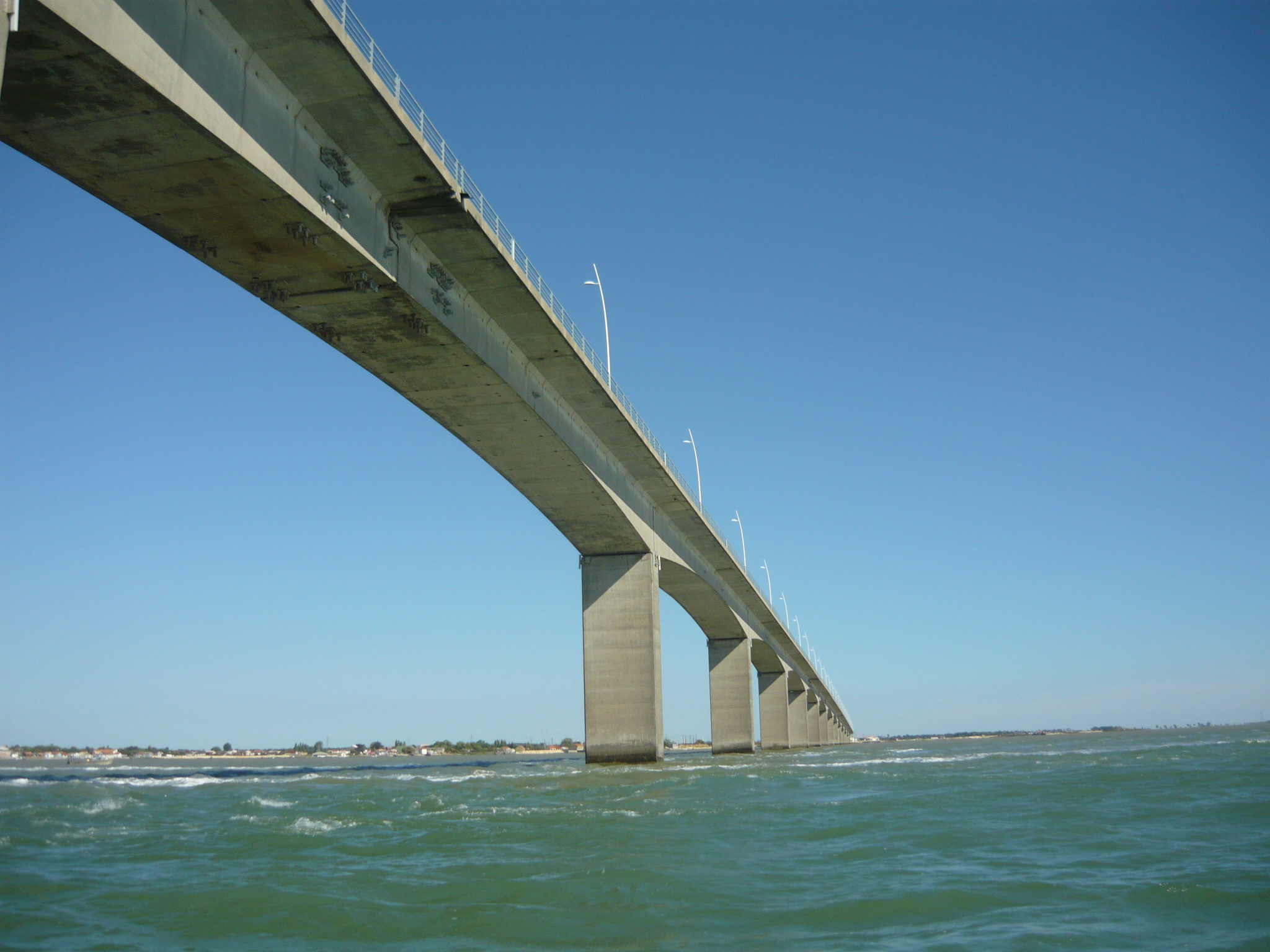
Міст, що з'єднує острів з материковою Францією

На острові Олерон з 1800 по 1803 рік був ув'язнений Карл Костянтин Гессенський-Рейнфельс-Ротенбург за замах на Наполеона за допомогою так званої пекельної машини.
На Олероні прожив багато років видатний французький письменник П'єр Лоті, який у своїх творах згадує про острів. У період німецької окупації острів входив до захисних споруд Атлантичного валу. До сьогодні на острові збереглися залишки німецьких бункерів.

## Економіка
Олерон — популярне місце у Франції для туристичних поїздок протягом літніх місяців.
Біля берегів острова традиційно розводять устриць. Острів належить до традиційного устричного району Марен-Олерон.